# Antoine Camilleri
Antoine Camilleri (Sliema, Malta, 20 de agosto de 1965) es un arzobispo maltés, nombrado nuncio apostólico en Etiopía y Yibuti, representante especial ante la Unión Africana y delegado apostólico en Somalia.

## Biografía
Asistió a la Escuela de San José, Sliema y al St. Aloysius College, en Birkirkara. Se graduó como Doctor en Derecho por la Universidad de Malta en 1988 y fue ordenado sacerdote en la Concatedral de San Juan, el 5 de julio de 1991. Trabajó como sacerdote vicepárroco de Nuestra Señora del Monte Carmelo, en Gzira (1991-1992). En 1992 fue nombrado profesor de Derecho Canónico en la Pontificia Universidad Lateranense. Después de haber obtenido un doctorado, en 1996 regresó a Malta y fue nombrado defensor del vínculo en el Tribunal Eclesiástico de la Archidiócesis (1996-1997). En enero de 1999 Monseñor Camilleri se unió al servicio diplomático de la Santa Sede. Sirvió en varias nunciaturas apostólicas —Papúa Nueva Guinea y las Islas Salomón (1999-2002), Uganda (2002-2005) y Cuba (2005-2006)— antes de ser asignado a la Secretaría de Estado de la Santa Sede como oficial de la Sección para las Relaciones con los Estados y secretario privado del arzobispo Dominique Mamberti, secretario de la Santa Sede para las Relaciones con los Estados (2007-2013).
El 22 de febrero de 2013 fue nombrado subsecretario para las Relaciones con los Estados por el papa Benedicto XVI.
El 3 de septiembre de 2019 fue nombrado nuncio apostólico por el papa Francisco, asignándole la sede titular de Skálholt con dignidad de arzobispo. Recibió la ordenación episcopal el 4 de octubre de manos del mismo papa. El 31 de octubre fue nombrado nuncio apostólico en Etiopía y Yibuti, representante especial ante la Unión Africana y delegado apostólico en Somalia.